# K-företag
K-företag eller krigs- och krigsviktigt företag var ett begrepp på en organisation eller ett företag inom totalförsvaret. K-företagen var vid höjd beredskap eller på annan grund skyldiga att fortsätta sin verksamhet, i syfte att säkra krigsviktig produktion vid krig. Ett företag eller en organisation utsågs till ett K-företag om dess produktion av varor eller tjänster var av stor vikt för totalförsvaret. Bland de företag och organisationer som var ett K-företag, klassades bland annat Bankgirot, Posten, Statens Järnvägar, Stockholms Fondbörs, Televerket och Värdepapperscentralen. Vidare klassades även Bofors, Saab och Volvo som K-företag.